# Autópálya M43
L'autópálya M43 (in italiano "autostrada M43") è un'autostrada ungherese che connette l'M5 con Arad. L'autostrada è lunga 57,7 km.

## Percorso
| SZEGED (M5) - CSANÁDPALOTA |                                                              |    |                |
| Tipo                       | Indicazione                                                  | km | Strada europea |
|                            | Autostrada M5 Kecskemét, Budapest Röszke, Belgrado (Belgrád) | 0  |                |
|                            | Inizio tratto autostradale                                   |    |                |
|                            | Szeged-Rókus / Kistelek                                      | 4  |                |
|                            | Area di parcheggio "Szegedi"                                 | 5  |                |
|                            | Szeged-észak / Sándorfalva                                   | 8  |                |
|                            | Szeged-Felsőváros / Hódmezővásárhely                         | 11 |                |
|                            | Tisza (Ponte Ferenc Móra - 661 m)                            | 16 |                |
|                            | Rákóczi-telep                                                | 19 |                |
|                            | Maroslele                                                    | 24 |                |
|                            | Area di parcheggio "Kéthalmi"                                | 31 |                |
|                            | Makó / Hódmezővásárhely                                      | 35 |                |
|                            | Apátfalva / Kövegy, Királyhegyes                             | 47 |                |
|                            | Area di parcheggio "Szent Gellért"                           | 49 |                |
|                            | Nagylak / Csanádpalota, Tótkomlós                            | 54 |                |
|                            | Area di parcheggio "Krak-éri"                                | 57 |                |
|                            | Confine di Stato Nagylak – Nădlac II                         | 58 |                |
|                            | Autostrada A1 in direzione Arad, Romania                     |    |                |